# برغنية إيماية
برغنية إيماية (الاسم العلمي:Bergenia emeiensis) هي نوع من النباتات تتبع جنس البرغنية من فصيلة كاسرات الحجر.